# Psilotrichum concinnum
Psilotrichum concinnum är en amarantväxtart som beskrevs av John Gilbert Baker. Psilotrichum concinnum ingår i släktet Psilotrichum och familjen amarantväxter. Inga underarter finns listade i Catalogue of Life.